# Milán-San Remo 2020
La 111.ª edición de la clásica ciclista Milán-San Remo fue una carrera de ciclismo en ruta que se realizó el 8 de agosto de 2020 en Italia entre la ciudad de Milán y San Remo sobre un recorrido de 305 kilómetros, siendo uno de los monumentos del UCI WorldTour 2020, calendario ciclístico de máximo nivel mundial, siendo la octava carrera de dicho circuito.
Originalmente se iba a disputar el 21 de marzo de 2020. Sin embargo, debido a la pandemia de COVID-19, donde Italia había confirmado más de 4000 casos de la enfermedad en su territorio, la carrera fue suspendida. Luego, los organizadores anunciaron que se celebraría el 8 de agosto. También tuvieron que cambiar el recorrido inicialmente previsto ante la negativa de los alcaldes de varias localidades de acoger la carrera.
El vencedor de la carrera fue el belga Wout van Aert del Jumbo-Visma. Completaron el podio, como segundo y tercer clasificado respectivamente, el francés Julian Alaphilippe del Deceuninck-Quick Step y el australiano Michael Matthews del Sunweb.

## Equipos participantes
Tomaron parte en la carrera 27 equipos: los 19 de categoría UCI WorldTeam y 8 de categoría UCI ProTeam. Formaron así un pelotón de 162 ciclistas de los que acabaron 149. Los equipos participantes fueron:
| WorldTeams (19)- AG2R La Mondiale - Astana - Bahrain McLaren - Bora-Hansgrohe - CCC Team - Cofidis - Deceuninck-Quick Step - EF Pro Cycling - Groupama-FDJ - Israel Start-Up Nation - Lotto Soudal - Mitchelton-Scott - Movistar Team - NTT Pro Cycling - Ineos - Jumbo-Visma - Team Sunweb - Trek-Segafredo - UAE Team Emirates ProTeams (8)- Total Direct Énergie - Alpecin-Fenix - Arkéa-Samsic - Gazprom-RusVelo - Circus-Wanty Gobert - Vini Zabù-KTM - Androni Giocattoli-Sidermec - Bardiani CSF Faizanè |
| |

## Clasificación final
- Las clasificaciones finalizaron de la siguiente forma:[6]

| \| Clasificación general \| Clasificación general \| Clasificación general \| Clasificación general \| Clasificación general \| \| Ciclista \| Ciclista \| Equipo \| Tiempo \| \| \| --------------------- \| --------------------- \| --------------------- \| --------------------- \| --------------------- \| \| 1.º \| Wout van Aert \| Jumbo-Visma \| 7 h 16 min 09 s \| \| \| 2.º \| Julian Alaphilippe \| Deceuninck-Quick Step \| + 0 s \| \| \| 3.º \| Michael Matthews \| Team Sunweb \| + 2 s \| \| \| 4.º \| Peter Sagan \| Bora-Hansgrohe \| + 2 s \| \| \| 5.º \| Giacomo Nizzolo \| NTT Pro Cycling \| + 2 s \| \| \| 6.º \| Dion Smith \| Mitchelton-Scott \| + 2 s \| \| \| 7.º \| Alex Aranburu \| Astana \| + 2 s \| \| \| 8.º \| Greg Van Avermaet \| CCC Team \| + 2 s \| \| \| 9.º \| Philippe Gilbert \| Lotto-Soudal \| + 2 s \| \| \| 10.º \| Matej Mohorič \| Bahrain McLaren \| + 2 s \| \| \| 11.º \| Andrea Vendrame \| AG2R La Mondiale \| + 2 s \| \| \| 12.º \| Tadej Pogačar \| UAE Team Emirates \| + 2 s \| \| \| 13.º \| Mathieu van der Poel \| Alpecin-Fenix \| + 2 s \| \| \| 14.º \| Oliver Naesen \| AG2R La Mondiale \| + 2 s \| \| \| 15.º \| Michał Kwiatkowski \| Team Ineos \| + 2 s \| \| \| 16.º \| Davide Formolo \| UAE Team Emirates \| + 2 s \| \| \| 17.º \| Matteo Jorgenson \| Movistar Team \| + 2 s \| \| \| 18.º \| Alberto Bettiol \| EF Pro Cycling \| + 2 s \| \| \| 19.º \| Zdeněk Štybar \| Deceuninck-Quick Step \| + 2 s \| \| \| 20.º \| Tiesj Benoot \| Team Sunweb \| + 2 s \| \| |                      |                       |                 |
| |                      |                       |                 |
| Fuente: ProCyclingStats |                      |                       |                 |
| Clasificación general |                      |                       |                 |
| Ciclista | Ciclista             | Equipo                | Tiempo          |
| 1.º | Wout van Aert        | Jumbo-Visma           | 7 h 16 min 09 s |
| 2.º | Julian Alaphilippe   | Deceuninck-Quick Step | + 0 s           |
| 3.º | Michael Matthews     | Team Sunweb           | + 2 s           |
| 4.º | Peter Sagan          | Bora-Hansgrohe        | + 2 s           |
| 5.º | Giacomo Nizzolo      | NTT Pro Cycling       | + 2 s           |
| 6.º | Dion Smith           | Mitchelton-Scott      | + 2 s           |
| 7.º | Alex Aranburu        | Astana                | + 2 s           |
| 8.º | Greg Van Avermaet    | CCC Team              | + 2 s           |
| 9.º | Philippe Gilbert     | Lotto-Soudal          | + 2 s           |
| 10.º | Matej Mohorič        | Bahrain McLaren       | + 2 s           |
| 11.º | Andrea Vendrame      | AG2R La Mondiale      | + 2 s           |
| 12.º | Tadej Pogačar        | UAE Team Emirates     | + 2 s           |
| 13.º | Mathieu van der Poel | Alpecin-Fenix         | + 2 s           |
| 14.º | Oliver Naesen        | AG2R La Mondiale      | + 2 s           |
| 15.º | Michał Kwiatkowski   | Team Ineos            | + 2 s           |
| 16.º | Davide Formolo       | UAE Team Emirates     | + 2 s           |
| 17.º | Matteo Jorgenson     | Movistar Team         | + 2 s           |
| 18.º | Alberto Bettiol      | EF Pro Cycling        | + 2 s           |
| 19.º | Zdeněk Štybar        | Deceuninck-Quick Step | + 2 s           |
| 20.º | Tiesj Benoot         | Team Sunweb           | + 2 s           |

## Ciclistas participantes y posiciones finales
Convenciones:
- AB: Abandono
- FLT: Retiro por llegada fuera del límite de tiempo
- NTS: No tomó la salida
- DES: Descalificado o expulsado

## UCI World Ranking
La Milán-San Remo otorgó puntos para el UCI World Ranking para corredores de los equipos en las categorías UCI WorldTeam, UCI ProTeam y Continental. Las siguientes tablas son el baremo de puntuación y los 10 corredores que obtuvieron más puntos:
| Posición   | 1.º | 2.º | 3.º | 4.º | 5.º | 6.º | 7.º | 8.º | 9.º | 10.º | 11.º | 12.º | 13.º | 14.º | 15.º | 16.º-20.º | 21.º-30.º | 31.º-50.º | 51.º-55.º | 56.º-60.º |
| Puntuación | 500 | 400 | 325 | 275 | 225 | 175 | 150 | 125 | 100 | 85   | 70   | 60   | 50   | 40   | 35   | 30        | 20        | 10        | 5         | 3         |

| Clasificación |                    |                       |        |
| Posición      | Ciclista           | Equipo                | Puntos |
| ------------- | ------------------ | --------------------- | ------ |
| 1.º           | Wout van Aert      | Jumbo-Visma           | 500    |
| 2.º           | Julian Alaphilippe | Deceuninck-Quick Step | 400    |
| 3.º           | Michael Matthews   | Sunweb                | 325    |
| 4.º           | Peter Sagan        | Bora-Hansgrohe        | 275    |
| 5.º           | Giacomo Nizzolo    | NTT                   | 225    |
| 6.º           | Dion Smith         | Mitchelton-Scott      | 175    |
| 7.º           | Alex Aranburu      | Astana                | 150    |
| 8.º           | Greg Van Avermaet  | CCC                   | 125    |
| 9.º           | Philippe Gilbert   | Lotto Soudal          | 100    |
| 10.º          | Matej Mohorič      | Bahrain McLaren       | 85     |